# Methadrone
Methadrone war ein 1998 gegründetes Drone-Doom-Projekt.

## Geschichte
Craig Pillard (Evoken, Incantation) gründete Methadrone 1998 mit dem Ziel Einflüsse aus Dark Ambient, Martial Industrial und No Wave zu kombinieren. Als direkte Einflüsse nannte Pillard Lustmord, Raison d’être, Laibach und Swans. Pillard geriet ab 2002, noch vor der ersten Veröffentlichung von Methadrone, aufgrund der Aktivität seines am Martial Industrial orientieren Projekts Sturmführer und dessen neonazistischer Ausrichtung in harsche Kritik, die auch in der Rezeption seiner weiteren Beteiligungen und Projekte wie Disma aufgegriffen wurde. Gegenüber Mourning the Ancient gab Pillard Methadrone als ursprünglichen Namen seines Projekts Sturmführer an. Offenbar fand eine erneute Umbenennung von Sturmführer in Methadrone statt. Pillard soll sich später einerseits von früheren Aussagen distanziert, das Sturmführer-Material aber wiederveröffentlicht und eigenhändig nummeriert haben.
Nach der wenig beachteten Herausgabe des Demos Songs of Affliction 2003 erschien 2004 die Debüt-EP Erroneous Enlightenment. Pillard führte Randi Stokes als zweiten Bassisten auf. Die EP wurde nur wenig rezensiert, vom britischen Webzine Doom-Metal.com indes als vielversprechendes Debüt bewertet. Zur Veröffentlichung von Erroneous Enlightenment begann Pillard eine Kooperation mit dem belgischen Independent-Label NOTHingness REcords. Im Folgejahr behielt Methadrone diese Kooperation bei und veröffentlichte das Album Retrogression und die mit Nadja gestaltete Split-EP Absorption über NOTHingness REcords. Insbesondere das Album wurde international positiv rezipiert. In den Jahren nach der Veröffentlichung des Albums tourte Methadrone mehrmals in Europa und den Vereinigten Staaten. Zur Unterstützung der Liveaktivität lud Pillard weitere Musiker in die Band, deren Beteiligung sich ausschließlich auf Konzerte begrenzen sollte.
Das zweite Album Sterility erschien 2008 via Foreshadow Productions und wurde durch David Galas von Lycia als Gastsänger ergänzt. Das Album wurde erneut international rezipiert, dabei wurde es mittelmäßig bis positiv beurteilt.
Im Jahr 2009 erschien mit Better Living (Through Chemistry), nach einer MC-Kompilation und einem Split-Album mit Fragment. im gleichen Jahr, ein weiteres Studioalbum. Better Living (Through Chemistry) wurde über das belgische Label ConSouling Sounds veröffentlicht und durch Thierry Arnal von Fragment. als Gastsänger begleitet. Erneut erfuhr das Album eine mittelmäßige bis positive Rezeption. Im Anschluss an die Veröffentlichung ließ Pillard weitere Aktivitäten mit Methadrone ruhen und widmete sich anderen Projekten.

## Stil
Die ersten rein instrumentalen Veröffentlichungen von Methadron werden als Crossover aus Industrial Metal und Drone Doom besprochen. Späteren Veröffentlichungen wird ein erhöhter Anteil Ambient und Post-Rock nachgesagt. Entsprechend wird das Frühwerk mit Godflesh, spätere Veröffentlichungen werden hingegen mit Nadja, verglichen. Während frühe Veröffentlichungen insbesondere in der Nutzung des Drumcomputers Anleihen aus dem Post-Industrial aufweisen und mit gutturalem Growling sowie zwei E-Bässen anstelle von Gitarren auf den Industrial Metal verweisen, arrangierten spätere Alben „wabernde Keyboards, sanftes Gitarrengeplänkel, minimalistische Rhythmen und hier und da Gesang“ in Abwechslung zu genretypisch dröhnendem Gitarrenspiel.

## Diskografie
- 2003: Songs of Affliction (Demo, Selbstverlag)
- 2004: Erroneous Enlightenment (EP, NOTHingness REcords)
- 2005: Retrogression (Album, NOTHingness REcords)
- 2005: Absorption (Split-Album mit Nadja, NOTHingness REcords)
- 2008: Horizone (Single, Foreshadow Productions)
- 2008: Sterility (Album, Foreshadow Productions)
- 2009: Forgotten Failures ’01 – ’03 (Kompilation, Audial Decimation Records)
- 2009: Astray (Split-Album mit Fragment., Locust Swarm)
- 2009: Better Living (Through Chemistry) (Album, ConSouling Sounds)